# Longview (Waszyngton)
Longview miasto w Stanach Zjednoczonych, południowo-zachodniej części stanu Waszyngton. Około 37 tys. mieszkańców.
W mieście rozwinął się przemysł drzewny oraz hutniczy.